# أوسكار ألدو هرنانديز
أوسكار ألدو هرنانديز (بالإسبانية: Óscar Aldo Hernández)‏ هو لاعب كرة قدم مكسيكي، ولد في 27 أغسطس 1994.

## وصلات خارجية
- أوسكار ألدو هرنانديز على موقع قاعدة بيانات كرة القدم.إي يو (الإنجليزية)
- أوسكار ألدو هرنانديز على موقع AS.com (الإسبانية)